# Escut de Santa Maria de Miralles
L'escut de Santa Maria de Miralles és un símbol oficial d'aquest municipi de l'Anoia i es descriu mitjançant el llenguatge tècnic de l'heràldica amb el següent blasonament: 	
«Escut caironat truncat: al 1r, d'atzur, un muntant d'argent sobremuntat d'una flor de lis d'argent; al 2n, d'argent, un mirall de mà ovalat d'argent, rivetat i amb el mànec d'atzur. Per timbre, una corona de poble.»

## Història
Va ser aprovat el 7 de febrer de 2020 i publicat al DOGC el 12 de febrer del mateix any amb el número 8062.

Escut utilitzat anteriorment per l'Ajuntament

L'escut oficial són unes armes parlants que incorporen els atributs de la Verge Maria, el muntant o lluneta amb les banyes cap amunt i la flor de lis, i la figura d'un mirall, en referència a la segona part del topònim, Miralles.
L'escut que s'utilitzava anteriorment era d'argent, amb una creu agusada d'atzur perfilada de sable, i estava embellit amb una branca de llorer a banda i banda.